# عين قنصرة
الجماعة القروية عين قنصرة تقع على بعد 25 كلم شرق مدينة فاس، تضم 38 دوار، وتغطي مساحة قدرها 233.75 كلم2، تحد شمالا بجماعة واد جمعة إقليم تاونات، جنوبا بسيدي احرازم، شرقا بولاد عياد، غربا بعين بوعلي، ويعود تأسيس جماعة عين قنصرة لسنة 1959 وقد انبتق هذا الاسم انطلاقا من العين المتواجدة بالمجال، والتي شيدت في عهد الحماية، مزودة بذلك الساكنة المحلية، ومستعملي الطريق الوطنية رقم 8 بالماء الصالح للشرب.